# Argostemma neesianum
Argostemma neesianum là một loài thực vật có hoa trong họ Thiến thảo. Loài này được Walp. mô tả khoa học đầu tiên năm 1843.